# Wereldkampioenschappen mountainbike 2009
De wereldkampioenschappen mountainbike 2009 werden van 1 september tot 6 september gehouden in Australië.

## Cross-Country

### Mannen
Elite
| №      | Naam                 | Land | Tijd     |  |
| ------ | -------------------- | ---- | -------- |  |
| Goud   | Nino Schurter        | SUI  | 02:04:39 |  |
| Zilver | Julien Absalon       | FRA  | + 0.03   |  |
| Brons  | Florian Vogel        | SUI  | + 0.58   |  |
| 4      | Jose Antonio Hermida | ESP  | +0.58    |  |
| 5      | Geoff Kabush         | CAN  | +2.04    |  |
|        |                      |      |          |  |
| 14     | Sven Nys             | BEL  | +4.30    |  |
| 26     | Jelmer Pietersma     | NED  | +6.58    |  |

U23
| №      | Naam              | Land | Tijd     |  |
| ------ | ----------------- | ---- | -------- |  |
| Goud   | Burry Stander     | RSA  | 01:47:26 |  |
| Zilver | Alexis Vuillermoz | FRA  | + 1.21   |  |
| Brons  | Thomas Litscher   | SUI  | + 2.46   |  |
|        |                   |      |          |  |
| 13     | Tom Meeusen       | BEL  | + 8.11   |  |
| 15     | Henk Jaap Moorlag | NED  | + 8.28   |  |

Juniores
| №      | Naam                          | Land | Tijd     |  |
| ------ | ----------------------------- | ---- | -------- |  |
| Goud   | Gerhard Kerschbaumer          | ITA  | 01:31:01 |  |
| Zilver | Ricardo Paulo Reis Marinheiro | POR  | + 1.19   |  |
| Brons  | Reto Indergand                | SUI  | + 1.34   |  |
|        |                               |      |          |  |
| 11     | Ruben Scheire                 | BEL  | + 5.55   |  |
| 12     | Michiel van der Heijden       | NED  | + 6.09   |  |

### Vrouwen
Elite
| №      | Naam             | Land | Tijd     |  |
| ------ | ---------------- | ---- | -------- |  |
| Goud   | Irina Kalentieva | RUS  | 01:43:20 |  |
| Zilver | Lene Byberg      | NOR  | +0.13    |  |
| Brons  | Willow Koerber   | USA  | +0.52    |  |
| 4      | Sabine Spitz     | GER  | +1.30    |  |
| 5      | Anna Szafraniec  | POL  | +1.37    |  |
|        |                  |      |          |  |
| 22     | Laura Turpijn    | NED  | +9.43    |  |
| 29     | Githa Michiels   | BEL  | +10.49   |  |

U23
| №      | Naam                  | Land | Tijd     |  |
| ------ | --------------------- | ---- | -------- |  |
| Goud   | Aleksandra Dawidowicz | POL  | 01:24:32 |  |
| Zilver | Alexandra Engen       | SWE  | + 1.13   |  |
| Brons  | Julie Bresset         | FRA  | + 2.31   |  |
|        |                       |      |          |  |
| 17     | Maaike Polspoel       | BEL  | +8.42    |  |
| 19     | Sanne Cant            | BEL  | +12.11   |  |

Juniores
| №      | Naam                   | Land | Tijd     |  |
| ------ | ---------------------- | ---- | -------- |  |
| Goud   | Pauline Ferrand-Prevot | FRA  | 01:05:23 |  |
| Zilver | Michelle Hediger       | SUI  | + 0.33   |  |
| Brons  | Candice Neethling      | RSA  | + 1.16   |  |
|        |                        |      |          |  |
| 6      | Elise Marchal          | BEL  | + 4.25   |  |
| 11     | Anne Terpstra          | NED  | + 5.38   |  |

Edities

1990 · 
1991 · 
1992 · 
1993 · 
1994 · 
1995 · 
1996 · 
1997 · 
1998 · 
1999 · 
2000 · 
2001 · 
2002 · 
2003 · 
2004 · 
2005 · 
2006 · 
2007 · 
2008 · 
2009 · 
2010 · 
2011 · 
2012 · 
2013 · 
2014 · 
2015 · 
2016 · 
2017 · 
2018 · 
2019 · 
2020 · 
2021 · 
2022 · 
2023

Onderdelen

Cross-country · 
cross-country elektrisch ondersteund · 
cross-country shorttrack · 
cross-country eliminator · 
gemengde aflossing · 
downhill · 
4-cross · 
trials

Zie ook: Wereldkampioenschappen MTB-marathon